# Current Opinion in Obstetrics and Gynecology
Current Opinion in Obstetrics and Gynecology, abgekürzt Curr. Opin. Obstet. Gynecol., ist eine wissenschaftliche Fachzeitschrift, die vom Lippincott Williams & Wilkins-Verlag veröffentlicht wird. Die Zeitschrift erscheint mit sechs Ausgaben im Jahr. Es werden Reviews veröffentlicht, die umfassende Übersichtsarbeiten zu Themen wie der Endokrinologie der Reproduktion, gynäkologische Krebserkrankungen und Fertilität darstellen.
Der Impact Factor lag im Jahr 2014 bei 2,067. Nach der Statistik des ISI Web of Knowledge wird das Journal mit diesem Impact Factor in der Kategorie Gynäkologie und Geburtshilfe an 29. Stelle von 79 Zeitschriften geführt.
Der Chefredakteur ist Jonathan S. Berek, Stanford University, School of Medicine, Palo Alto, Vereinigte Staaten von Amerika.